# Joaçaba (kommun)
Joaçaba är en kommun i Brasilien.   Den ligger i delstaten Santa Catarina, i den södra delen av landet, 1 300 km söder om huvudstaden Brasília. Antalet invånare är 27 005.
Följande samhällen finns i Joaçaba:
- Joaçaba

I omgivningarna runt Joaçaba växer huvudsakligen savannskog. Runt Joaçaba är det ganska glesbefolkat, med 39 invånare per kvadratkilometer.